# Ганс, Рихард
Ри́чард Ма́ртин Ганс (7 марта 1880, Гамбург — 27 июня 1954, Ла-Плата) — немец еврейского происхождения, был физиком, основавшим Физический институт Национального университета Ла-Платы, Аргентина. Он был директором Национального университета Ла-Платы на протяжении двух разных периодов.
Во время первого периода сотрудничества с Ла-Плате, начавшемся в 1911 году, он продолжил начатую Эмилем Бозе работу, подняв исследовательский уровень института до международной известности. В 1914 году он основал издание научного журнала Contribución al estudio de las ciencias fisicomatemáticas с двумя направлениями: matematicofísica и tecnica.
Его второй период сотрудничества с Ла-Плате длился с конца 1940-х до начала 1950-х годов, когда он играл важную роль в качестве члена одной из комиссий, которая рассматривала заявления Рональда Рихтера, связанные с проектом «Уэмуль».
После ухода из Ла-Платы в 1951 году, он преподавал физику в Университете Буэнос-Айреса.
«Теория Ганса» названа в честь Ричарда Ганса. Эта теория дает решения уравнений Максвелла для вытянутых и сплюснутых сфероидальных частиц. Это расширение теории Ми, поэтому иногда её называют теорией Ми-Ганса. Он впервые опубликовал эти уравнения, описывающие рассеяние удлиненных частиц, в 1912 г. для частиц золота. В 1915 г. было опубликовано решение для частиц серебра. Ганс также заново вывел приближение рассеяния лорда Рэлея для оптически мягких сфер, которое теперь известно как приближение Рэлея-Ганса.
Среди его докторантов: Даниэле Амати и Альберто Сирлин.

## Образование
Ганс окончил университет в 1901 году с отличием и получил звание Dr.Phil.Nat. в Страсбургском университете. Его научным руководителем был Карл Фердинанд Браун.

## Исследования и обучение

### Академический график
- 1901—1902 Гейдельбергский университет
- 1903—1911 Тюбингенский университет
- 1911—1912 Страсбургский университет
- 1912—1925 Universidad de La Plata
- 1925—1935 Кенигсбергский университет

Прервано: 3-й рейх, Вторая мировая война;
Послевоенное время:
- 1947—1951 Universidad de La Plata
- 1951—1953 Университет Буэнос-Айреса

### Публикации
Ганс много публиковался в «Annalen der Physik».